# Little Germany (Manhattan)
Little Germany ("piccola Germania"; in tedesco: Kleindeutschland o Dutchtown) fu un quartiere di immigrati tedeschi nella Lower East Side di Manhattan a New York nato intorno al 1840.

## Storia
Negli anni quaranta del XIX secolo raggiunsero le coste statunitensi circa 800.000 immigrati di lingua tedesca. La maggior parte di essi arrivò attraverso il porto di New York, città dove in migliaia decisero d'insediarsi attratti dalle tante opportunità economiche. Nel 1855 New York era la terza città tedesca del mondo dopo Berlino e Vienna. Circa 50.000 tedeschi si erano insediati in un quartiere posto lungo le rive dell'East River e ribattezzato Little Germany. A favorire la nascita dell'insediamento vi fu anche la tendenza di parte degli immigrati germanofoni ad autoisolarsi in comunità monoetniche.

## Declino e scomparsa di Little Germany
Verso la fine del XIX secolo l'area di Little Germany fu interessata da un fenomeno di ricambio della popolazione che favorì la fine dell'enclave etnica tedesca di New York. Gli eventi erano dovuti in parte agli stessi tedeschi che, diventati ormai cittadini americani di seconda o terza generazione, preferivano insediarsi in altri quartieri come Yorkville, Williamsburg e Brooklyn, ed in parte dall'arrivo in città di nuove ondate di immigrati. Tra questi furono principalmente gli ebrei dell'Europa orientale e gli italiani che andarono ad insediarsi a Little Germany mescolandosi con ciò che rimaneva del tessuto etnico originario.
Ad aggravare il declino del quartiere fu il disastro della General Slocum del 15 giugno 1904, quando oltre un migliaio di residenti del quartiere, molti dei quali bambini, morirono in un tragico naufragio nell'East River.